# Marusha

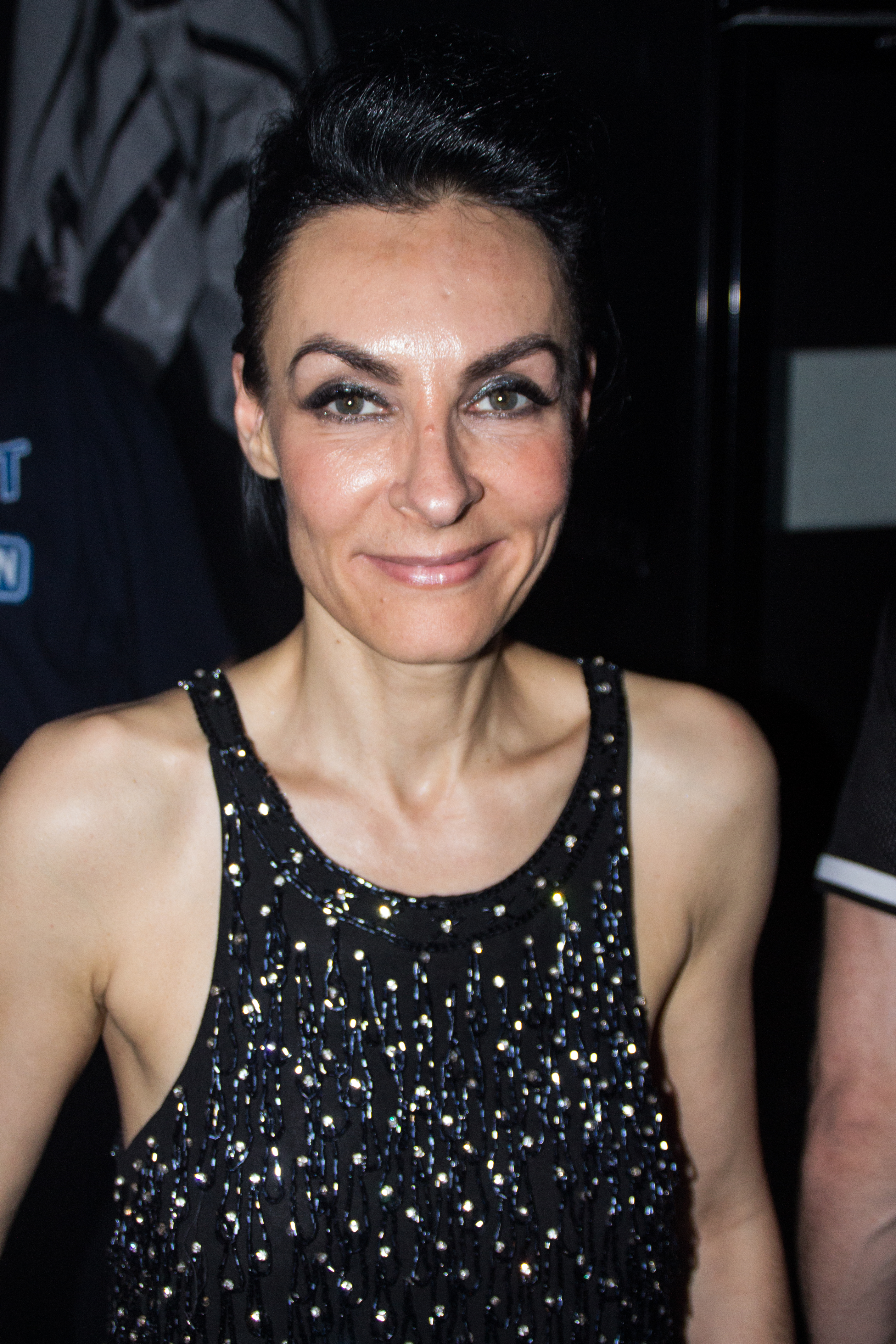
Marusha in 2015

Marusha, geboren als Marusha Aphrodite Gleiß (Neurenberg, 18 november 1966) is een Duitse technoartieste. 
Als klein kind woonde ze bij haar oma in Griekenland.
Begin jaren 90 werd ze bekend met haar opvallende remixen in het genre Happy Rave. 
Haar eerste openbare optredens als dj en componiste dateren van 1990. In 1992 verzorgde ze de stem in het nummer The Mayday Anthem van WestBam. Ook had ze een relatie met diens broer DJ Dick. Haar grootste bekendheid had ze tussen 1994, toen haar eerste cd uitkwam, en 1997. Daarna is het veel stiller geworden. Wel bleef ze muziek maken, trad ze af en toe op in televisieprogramma's, bracht ze albums uit en had ze een radioshow.
Haar woon- en werkplaats is Berlijn. Tot eind 2007 had ze daar als gespreksleider een tv-programma.

## Discografie

### Albums
- 1994: Raveland
- 1995: Wir
- 1998: No Hide No Run
- 2002: Nonstop (Mix-CD)
- 2004: Offbeat
- 2007: Heat

### Singles
- The Mayday Anthem (met WestBam)
- 1992 Ravechannel
- 1993 Whatever Turns You On
- 1993 Go Ahead
- 1994 Somewhere Over The Rainbow
- 1994 It Takes Me Away
- 1994 Trip To Raveland
- 1995 Deep
- 1995 Unique
- 1996 Secret
- 1997 Ur Life
- 1997 My Best Friend
- 1998 Free Love
- 1998 Ultimate Sound
- 2000 Jumpstart
- 2003 Snow In July
- 2004 Cha Cha Maharadsha
- 2007 Kick It

- Bibliothèque nationale de France: cb13969103v (data)
- Gemeinsame Normdatei: 134773683
- International Standard Name Identifier: 0000 0000 7996 5489
- MusicBrainz: f72a79cd-4ded-49ae-88b3-dad39d11f64b
- Système universitaire de documentation: 243905327
- Virtual International Authority File: 233005481
- WorldCat: E39PCjHMQgQx3MJvKTKbT9F8BX